# Christian Gottlob Haltaus
Christian Gottlob Haltaus (* 24. April 1702 in Leipzig; † 11. Februar 1758 ebenda) war ein Historiker und Sprachgelehrter.

## Leben
Haltaus besuchte ab 1713 die Nikolaischule in Leipzig und studierte ab 1721 an der Universität Leipzig. Nach seinem Studium war er zunächst als Hauslehrer tätig. Im November 1734 wurde er als Tertius an der Nikolaischule angestellt, stieg im November 1746 zum Konrektor und Anfang 1752 schließlich zum Rektor auf. 

## Werke
- Calendarium medii aevi, praecipue germanicum (Leipzig 1729; deutsch von Scheffer, Erlangen 1797)
- Glossarium germanicum medii aevi (mit einer Vorrede von Johann Gottlob Böhme, Leipz. 1758, 2 Bde.)